# Alpha Filmes
Alpha Filmes é uma distribuidora de filmes com sede em Barueri, São Paulo, Brasil.

## Histórico
A distribuidora comercializa filmes em associação com a Mares Filmes e a Pandora Filmes. Dentre os títulos lançados no Brasil, estão Parasita e Melhores Amigos. Devido a pandemia de COVID-19, em 2020 começou a exibir filmes no Alpha Cine Drive-In e aumentou o lançamento de filmes em DVD e Blu-ray.